# Diego Schwartzman
Diego Sebastián Schwartzman (Buenos Aires, 16 de agosto de 1992) é um ex-tenista profissional argentino. Ele venceu quatro torneios de simples em nível ATP, 3 deles no saibro e um na quadra dura. Atingiu seu melhor ranking ATP em outubro de 2020, quando chegou a ser número 8 do mundo.
Em 2020, foi finalista no Master 1000 de Roma, após vencer Rafael Nadal. Na final, foi derrotado por Novak Djokovic. Nesse mesmo ano chegou à semifinal de Roland Garros e tornou-se o homem mais baixo a chegar a uma semifinal de Grand Slam desde 1980. Essa campanha foi a melhor de sua carreira em Grand Slams, e terminou com uma derrota contra Nadal, que viria sagrar-se campeão do torneio pela décima terceira vez.
Em 2025 anunciou aposentadoria após ser derrotado na segunda rodada do ATP 250 de Buenos Aires.

## ATP Finais

### Simples: 4 (4 títulos)
| Campeão – Legenda                 |
| --------------------------------- |
| Grand Slam (0–0)                  |
| ATP World Tour Finals (0–0)       |
| ATP World Tour Masters 1000 (0–1) |
| ATP World Tour 500 Series (1–1)   |
| ATP World Tour 250 Series (3–5)   |

| Títulos por Piso |
| ---------------- |
| Duro (1–4)       |
| Saibro (3–3)     |
| Grama (0–0)      |
| Carpete (0–0)    |

| N.º | Data                    | Torneio        | Superfície | Oponente na final   | Resultado           |
| --- | ----------------------- | -------------- | ---------- | ------------------- | ------------------- |
| 1.  | 1 de maio de 2016       | Estambul       | Saibro     | Grigor Dimitrov     | 6-7(5), 7-6(4), 6-0 |
| 2.  | 25 de fevereiro de 2018 | Rio de Janeiro | Saibro     | Fernando Verdasco   | 6-2, 6-3            |
| 3.  | 3 de agosto de 2019     | Los Cabos      | Dura       | Taylor Fritz        | 7-6(6), 6-3         |
| 4.  | 7 de março de 2021      | Buenos Aires   | Saibro     | Francisco Cerúndolo | 6-1, 6-2            |

### Duplas: 1 (1 vice)
| Campeão – Legenda                 |
| --------------------------------- |
| Grand Slam (0–0)                  |
| ATP World Tour Finals (0–0)       |
| ATP World Tour Masters 1000 (0–0) |
| ATP World Tour 500 Series (0–0)   |
| ATP World Tour 250 Series (0–1)   |

| Títulos por Piso |
| ---------------- |
| Duro (0–0)       |
| Saibro (0–1)     |
| Grama (0–0)      |
| Carpete (0–0)    |

| Posição | N. | Data                    | Torneio                        | Piso   | Parceiro      | Oponentes                         | Placar   |
| ------- | -- | ----------------------- | ------------------------------ | ------ | ------------- | --------------------------------- | -------- |
| Vice    | 1. | 15 de Fevereiro de 2015 | Brasil Open, São Paulo, Brasil | Saibro | Paolo Lorenzi | Juan Sebastián Cabal Robert Farah | 4–6, 2–6 |

## Challengers (6)

### Simples (6)
| Legenda                          |
| -------------------------------- |
| ATP Challenger Tour Finals (1–0) |
| ATP Challengers Tour (5–0)       |

| Finais por Piso |
| --------------- |
| Duro (0–0)      |
| Saibro (6–0)    |
| Grama (0–0)     |
| Carpete (0–0)   |

| Posição | N. | Data                   | Torneio                 | Piso       | Oponente         | Placar        |
| ------- | -- | ---------------------- | ----------------------- | ---------- | ---------------- | ------------- |
| Campeão | 1. | 28 de Outubro de 2012  | Buenos Aires, Argentina | Saibro     | Guillaume Rufin  | 6–1, 7–5      |
| Campeão | 2. | 12 de Maio de 2014     | Aix-en-Provence, França | Saibro     | Andreas Beck     | 6–7, 6-3, 6-2 |
| Campeão | 3. | 10 de Agosto de 2014   | Praga, Rep. Tcheca      | Saibro     | André Ghem       | 6–4, 7-5      |
| Campeão | 4. | 21 de Setembro 2014    | Campinas, Brazil        | Saibro     | André Ghem       | 4-6, 6–4, 7-5 |
| Campeão | 5. | 19 de Outubro de 2014  | San Juan, Argentina     | Saibro     | João Olavo Souza | 7-6, 6-3      |
| Campeão | 6. | 23 de Novembro de 2014 | São Paulo, Brasil       | Saibro (i) | Guilherme Clezar | 6-2, 6-3      |